# The Young Offenders
The Young Offenders (englisch für die jugendlichen Straftäter) ist eine irische Filmkomödie aus dem Jahr 2016. Regie führte Peter Foott, der ebenfalls das Drehbuch schrieb.

## Handlung
Die besten Freunde Conor und Jock sind zwei Teenager aus Cork, die sich gleich kleiden und sich gleich benehmen. Jock ist ein berüchtigter Fahrraddieb, der täglich ein Katz-und-Maus-Spiel mit dem Polizisten Healy spielt. Conor ist der Sohn einer alleinstehenden Mutter, Mairead, die als Fischverkäuferin in einer Markthalle arbeitet. Als ein Drogenschiff vor der Küste im Westen von County Cork kentert und die 61 Ballen Kokain, die über Bord gegangen sind, von der Polizei beschlagnahmt werden, verbreitet sich die Nachricht, dass ein Ballen Kokain im Wert von 7 Millionen Euro fehlt.
Jock stiehlt zwei Fahrräder und macht sich zusammen mit Conor auf den Weg zur Küste, in der Hoffnung, den fehlenden Ballen zu finden, um ihn danach zu verkaufen und so ihren schweren Alltagsleben zu entkommen. Jedoch ist Healy ihnen auf den Fersen. Die Jungs finden bald den Ballen Kokain und stehlen ihn von einem behinderten Drogendealer namens Ray. Wegen eines Lochs im Ballen verlieren sie das Kokain auf dem Rückweg. Ray ist den Jungs auf die Spur. Er stiehlt eine Nagelpistole aus einem Baumarkt und fällt wütend in das Haus von Conor ein, gerade als auch Healy beim Haus auftaucht. Healy klärt die Sache auf und verhaftet Ray. Jock wird wegen seiner schlimmen Kindheit bei Conor und seiner Mutter in Pflege gegeben.

## Produktion
Der Film basiert auf der Beschlagnahme von 1,5 Tonnen Kokain vor der irischen Küste nahe der Mizen-Halbinsel im Jahr 2007. Er wurde in Cork und entlang dem Wild Atlantic Way gedreht.

## Veröffentlichung
The Young Offenders feierte am 8. Juli 2016 auf dem Galway Film Fleadh Premiere und gewann den Preis für besten irischen Spielfilm. Der Film hat am schnellsten die Marke von einer Million Euro an den irischen Kinokassen geknackt. Carnaby Sales and Distribution hat die internationalen Vertriebsrechte an den Film erworben, während Vertigo Releasing den Film in Großbritannien, den USA, Kanada, Neuseeland und Australien veröffentlichten wird. Der Film wurde 2017 weltweit auf dem Video-on-Demand-Dienst Netflix veröffentlicht.

## Kritik
Der irische Film bekam positive Kritiken in Irland und im Vereinigten Königreich. Der Irish Examiner gab dem Film vier von fünf Sternen und urteilte: „riesiges Potenzial für diesen seltenen Durchbruchs-Hit, der mit unendlich zitierbaren Einzeilern auch einen Kult-Status erreicht“. The Irish Times nannte den Film einen der Höhepunkte des Galway Film Fleadh und schreibt, Walley und Murphy seien „glänzend als Trainingsanzug-tragende Faulenzer, die, obwohl sie faul, impulsiv und unwissend sind, immer unendlich liebenswert bleiben“. Die britische Filmzeitschrift Empire  sah den Film als „die beste irische Komödie seit Sing Street“ und lobte den „deftigen Humor und gewinnende Schauspielleistungen“.